# Daisuke Sakata
Daisuke Sakata (坂田 大輔?, Sakata Daisuke; Yokohama, 16 gennaio 1983) è un ex calciatore giapponese, di ruolo attaccante.

## Palmarès

### Individuale
- Scarpa d'oro del campionato del mondo Under-20: 1

Emirati Arabi Uniti 2003 (6 gol)
- Premio Fair-Play del campionato giapponese: 1

2007